# رپابلیکا سرپسکا
رپابلیکا سرپسکا (انگلیسی: Republike Srpske) شرکت ترابری بوسنیایی است، که در سال ۱۹۹۲ تأسیس شد.